# Sidehill gouger
Los Sidehill Gougers son criaturas mitológicas de Canadá que supuestamente moran en las Montañas Rocosas de la Columbia Británica y las Sandhills del sudoeste de Saskatchewan. En realidad, son animales simplemente ficticios para confundir al ingenuo.

## Características
Según la leyenda, poco se sabe de la naturaleza del sidehill gouger debido a que ellos son una especie extraña y solitaria, pero tienen un rasgo distintivo que hacen a los observadores ponerse de acuerdo: las piernas en un lado de su cuerpo son considerablemente más cortas que las piernas del otro lado de su cuerpo, para poder sostenerse sobre los terrenos en desnivel de las montañas donde moran.
Todas las fuentes convergen en que el sidehill gouger es herbívoro y bastante tímido. El tamaño alcanzado por el sidehill gouger adulto es ampliamente disputado, por otra parte; algunas fuentes indican que no son más grandes que cabras montaraces, mientras que otros atribuyen desprendimientos a los sidehill gougers que provocan girando su posición habitual y cavando sus patas en la tierra para lograr estabilidad. Esto es posiblemente la creencia que da nombre a su especie.